# Clubiona pseudomaxillata
Clubiona pseudomaxillata là một loài nhện trong họ Clubionidae.
Loài này thuộc chi Clubiona. Clubiona pseudomaxillata được Henry Roughton Hogg miêu tả năm 1915.